# 常行真司
常行 真司（つねゆき しんじ、1961年 - ）は、日本の物理学者。東京大学大学院理学系研究科物理学専攻教授。同研究科副研究科長。専門は物性理論、計算物質科学。

## 経歴
愛媛県出身。愛光高校卒業。1984年3月、東京大学理学部物理学科卒業。1986年3月、東京大学大学院理学系研究科物理学専攻修士課程修了。
東京大学理学部物理学科助手（1987年3月 - ）、東京大学物性研究所助教授（1992年4月 - ）、文部科学省学術調査官 （併任、1999年8月 - 2001年7月）、東京大学大学院理学系研究科助教授（2002年4月）、東京大学物性研究所助教授（兼務、2006年4月 - ）、同准教授（職名変更、2007年4月 - ）を経て、2007年8月より東京大学大学院理学系研究科教授。2020年4月 - 2022年3月物理学専攻長。2023年4月- 副研究科長。2023年10月より日本学術会議 26期会員。